# Óscar Cristi
Óscar Cristi Gallo (29 de junho de 1916 - 25 de março de 1965) foi um general e ginete chileno, especialista em saltos, medalhista olímpico. 

## Carreira
Óscar Cristi representou seu país nos Jogos Olímpicos de Verão de 1952 com o cavalo Bambi na qual conquistou a medalha de prata nos saltos por equipes e individual.  Ele morreu em um acidente automobilístico em 1965.
Foi o primeiro chileno a ganhar duas medalhas olímpicas, este recorde pertence somente a ele e ao tenista Nicolás Massú.